# Кононов, Георгий Сергеевич
Георгий Сергеевич Кононов — советский хозяйственный, государственный и политический деятель, Герой Социалистического Труда.

## Биография
Родился в 1932 году в Ленинградской области. Член КПСС.
С 1946 года — на хозяйственной, общественной и политической работе. В 1946—1992 гг. — литейщик на Ленинградском машиностроительном заводе, токарь, бригадир токарей Ленинградского машиностроительного завода имени Карла Маркса Ленинградского машиностроительного объединения имени Карла Маркса Министерства машиностроения для легкой и пищевой промышленности и бытовых приборов СССР.
Указом Президиума Верховного Совета СССР от 10 марта 1981 года присвоено звание Героя Социалистического Труда с вручением ордена Ленина и золотой медали «Серп и Молот».
Делегат XXIV съезда КПСС.
Умер в Санкт-Петербурге в 2002 году. Похоронен на Старом Муринском кладбище в городе Мурино Всеволожского района Ленинградской области.